# Yeyé
Yeyé es un estilo de música popular, principalmente entre la juventud de Francia, España, Italia y buena parte de Iberoamérica en la década de los 60. Suele estar representado en Europa por chicas jóvenes con un productor artístico en la sombra y con canciones influidas por el soul, el rhythm & blues y el pop, y por los llamados girl groups estadounidenses (en español: grupos de chicas), como The Ronettes, The Shirelles, The Shangri-Las, etc.

## Origen
El movimiento yeyé tuvo sus orígenes en el programa de radio Salut les copains, creado por Lucien Morisse y presentado por Daniel Philipacci, que salió al aire por primera vez en diciembre de 1959. El programa resultó un éxito inmediato y una de sus secciones, Le Chouchou de la Semaine, se convirtió en el punto de partida a una carrera exitosa para muchos yeyés. Todas las canciones presentadas como chouchous iban directas a los primeros puestos en las listas. El fenómeno Salut les copains continuó con la publicación de una revista del mismo título, aparecida por primera vez en Francia en 1962. Esta revista fue más tarde publicada también en Alemania, España e Italia, con éxito similar.

## Las yeyé en Francia

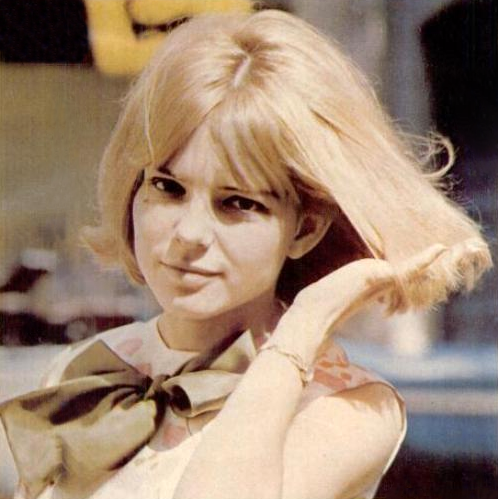
France Gall

La música yeyé supuso una novedad en muchos sentidos. Para empezar, fue el primer movimiento musical encabezado mayoritariamente por chicas: las jóvenes de la época se vieron reflejadas, por primera vez, en sus ídolos; las cantantes eran adolescentes como ellas, y las letras de las canciones hablaban de temas bien conocidos. Además supuso una renovación en la música europea (aunque tuvo también gran éxito en Quebec y en Japón; de hecho suele considerarse que la música yeyé está en el origen del Shibuya-kei).
Las chicas yeyé eran muy jóvenes (France Gall tenía solo 14 años cuando grabó su primer disco; apenas 17 cuando ganó el concurso del Eurovisión en 1965 en representación de Luxemburgo) e inocentes (la mayoría de las canciones hablaban del primer amor como Tous les garçons et les filles de Françoise Hardy o Un jour comme un autre de Brigitte Bardot). Pero también tenían unas pequeñas dosis de sexualidad. Serge Gainsbourg denominaba a France Gall «la Lolita Francesa», y de hecho compuso para ella la canción Les sucettes (Las piruletas) como un medio para poner a prueba la ingenuidad de la cantante. La canción, que juega con un doble sentido sexual bien evidente hoy en día, y que incluso cuenta con un videoclip muy explícito, pasó inadvertida para France Gall, que la incluyó en su repertorio durante largo tiempo. Se suele decir que al enterarse del significado oculto de la letra de la canción rompió toda colaboración con Gainsbourg, pero lo cierto es que llegó a hacer alguna canción más con él — como «Les petit ballons» de 1972, también de alto contenido sexual implícito.
Otra de las chicas yeyé, Sylvie Vartan, alcanzó la fama tanto por su música como por su matrimonio con el roquero francés Johnny Halliday. Sheila fue la más popular de las chicas yeyé en Francia con gran cantidad de éxitos durante los años 60 y 70. Además de las mencionadas, otras exponentes de la música yeyé en Francia fueron Clothilde, Jane Birkin, Jacquéline Taïeb, Stella, Petula Clark, Ria Bartok o Anna Karina.

## Las yeyé en Europa
El movimiento yeyé, nacido en Francia, fue un movimiento musical predominantemente europeo.

### Italia
En Italia, Rita Pavone representaba a la chica yeyé tradicional, con su rostro aniñado y sus éxitos cargados de ingenuidad como Che m'importa del mondo o Come te non c'è nessuno. Otras cantantes que flirtearon con el estilo fueron Mina o Patty Pravo.

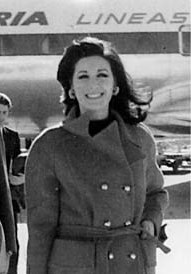
Concha Velasco en 1962

### España
En España alcanzó un notable éxito (que duró incluso más que en el resto de los países). Entre 1963 y 1968 fue una de las corrientes predominantes en la escena musical del país. Se ha considerado como pionera del rock en España a la cantante Pilar García de la Mata y Caballero de Rodas, más conocida como Mimo, siendo también una de las primeras chicas yeyé, acompañada de sus bandas (Mimo and her Five Friends, Mimo y sus Rocks y Mimo y Los Jumps) . En 1965 se estrena la película Historias de la televisión, donde la actriz Conchita Velasco interpreta la canción «Chica ye ye», que fue número uno 27 semanas y se convirtió en una de las canciones más famosas de la historia de la música española y a su cantante una de las principales representantes del género. Otras representantes de la música yeyé en España fueron Marisol, Rosalía, Lita Torelló, Salomé, Lorella, Ana Belén, Karina, Gelu o Rocío Dúrcal.

## Los chicos yeyé

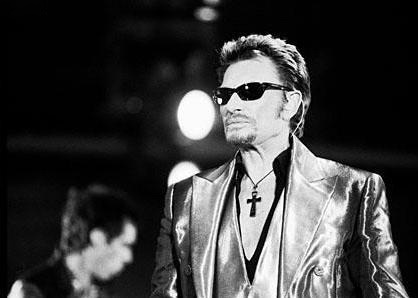
Johnny Hallyday

El movimiento yeyé fue el primero encabezado por chicas. Sin embargo, también tuvo sus representantes masculinos; la mayoría de las veces se trataba de chicos de aspecto romántico e inocente como Richard Anthony o Michel Polnareff. Serge Gainsbourg, a pesar de haber compuesto una gran parte de los éxitos que cantaban las chicas yeyé, no tenía la misma actitud dulce e indefensa que caracterizaba a los chicos yeyé. Y lo mismo pasaba con Michel Berger, Jacques Dutronc o Johnny Hallyday.
En España el yeyé masculino estuvo representado por solistas como Raphael o Mochi.
Y en Argentina los más conocidos son Sandro y Palito Ortega.

## Influencia yeyé en la música actual
Algunos de los grupos que hoy en día admiten influencias de la música yeyé son La Casa Azul, Les Très Bien Ensemble o Cola Jet Set en España; Grisel D'Angelo en Argentina; The Pipettes o Belle and Sebastian en el Reino Unido, o, April March, quien ha hecho varias versiones de la primera France Gall, en Estados Unidos.